# Konzervisanje namirnica zamrzavanjem
Konzervisanje namirnica zamrzavanjem (zamrzavanje hrane) predstavlja postupak očuvanja namirnica primenom niskih temperatura, što podrazumeva usporavanje mikrobioloških, hemijskih i enzimskih promena kod namirnica.
U poređenju sa drugim vidovima konzervisanja, u zamrznutim namirnicama se najbolje očuvaju organoleptički pokazatelji (ukus, miris, boja) pa se tako zamrznute namirnice veoma malo razlikuju od svežih.

Zamrzavanjem mogu da se konzervišu namirnice bez tkiva i ćelija (mleko i sokovi) kao i namirnice koje su izgradjene od ćelija. Pre zamrzavanja ćelije mogu biti žive (biljnog porekla) ili mrtve (životinjskog porekla).

Zamrzavanje je anabiotički postupak konzervisanja čiji je cilj da se stvore uslovi koji onemogućavaju mikrobiološke aktivnosti mikroorganizama. Zamrzavanje lakokvarljivih prehrambenih proizvoda je najnoviji način konzervisanja.
Za razliku od ostalih vidova konzervisanja, u zamrznutim namirnicama najbolje su sačuvani osnovni sastojci ali i labilne komponente (kao što su polifenoli i vitamini). Zamrzavanje takođe ima i određene ekonomske prednosti u uodnosu na druge načine konzervisanja.

## Istorija konzervisanja zamrzavanjem
Primena niskih temperatura za očuvanje namirnica poznata je odavno.
U antičko doba namirnice su čuvane u podzemnim pećinama, snegu i ledu. Od 16. veka niske temperature, dobijene mešanjem leda i soli, korišćene su za spremanje sladoleda i čuvanje lakokvarljivih namirnica. U Nemačkoj 1930. godine koristile su se velike količine prirodnog leda.
Prvu mašinu - frižider napravio je nemački pronalazač Karl Linde 1874. godine i ona mu je služila za rashlađivanje piva.
Prva hladnjača sa veštačkim proizvedenom hladnoćom izgrađena je u Čikagu 1878. godine, a jednu od prvih hladnjača u Evropi izgradilo je Srpsko klaničarsko društvo 1898. godine. Posle 1930. godine došlo je do naglog razvoja u oblasti proizvodnje i primene veštačke hladnoće za čuvanje i konzervisanje lakokvarljivih namernica.
Od Drugog svetskog rata zamrzavanje je postalo važan metod konzervisanja namirnica. Važna preokretnica u proizvodnji zamrznutih namirnica i korišćenja tehnologije konzervisanja zamrzavanjem, bila je primena freona kao rashladnog sredstva 1960. godine.
Danas se zamrzavanje namirnica koristi gotovo svakodnevno.

## Uticaj zamrzavanja na mikroorganizme
Konzervisanje zamrzavanjem namirnice ima za cilj usporavanje aktivnosti mikroorganizama. Naglim snižavanjem temperature dolazi do temperaturnog šoka, zbog kojeg određeni broj mikroorganizama ugine, odnosno pri odmrzavanju namirnica nemaju vise sposobnost reprodukcije.
Sve dok je temperatura dovoljno niska mikroorganizmi su neaktivni i sprečen je njihov razvoj.
Temperature koje su niže od minimalno potrebne, dovode do odumiranja određenog broja mikroorganizama.
95% populacije лат. Cl. perfringens ugine pri brzom hlađenju od 37 °C do 4 °C, a ostatak ugine kasnije. Druge bakterije imaju mogućnost da posle promene temperature delimično povrate svoju mogućnost razmnožavanja.

### Uticaj temperature na mikroorganizme
Niska temperatura ima selektivni uticaj na preživljavanje pojedinih vrsta mikroorganizama.
Najniže temperature pri kojima mikroorganizmi još mogu da se razvijaju su:
- od -5 do -8 °C za bakterije;
- od -7 do -10 °C za kvasce;
- od -8 do -18 °C za plesni.

Uticaj zamrzavanja na preživljavanje mikroorganizama uslovljen je:
- vrstom mikroorganizama;
- početnim brojem mikroorganizama;
- vrstom (hemijskim sastavom) namirnice;
- visinom temperature;
- brzinom zamrzavanja;
- vrstom i veličinom pakovanja (ambalaže).[1]

## Uticaj zamrzavanja na enzime
Sve enzimske reakcije se usporavaju pri snižavanju temperature. Pri uobičajenim temperaturama zamrzavanja (-20 °C) enzimske reakcije se samo usporavaju, a za zaustavljanje enzimske reakcije neophodno je primeniti temperaturu nižu od -30 °C.
Sama enzimska reakcija ne zavisi samo od temperature, ona je takođe uslovljena pH vrednošću ali i samom koncetracijom enzima.
S obzirom na loš uticaj niskih temperatura na enzime ali i ekonomske neisplativosti održavanja ovih temperatura, enzimska aktivnost se sprečava primenom blanširanja. Blanširanje je uobičajena operacija pri zamrzavanju sirovina koje pogoduju enzimskoj reakciji (povrće).

## Brzina zamrzavanja
Brzina zamrzavanja ima velikog uticaja na strukturu odmrznute namirnice. Dok je namernica u zamrznutom stanju ne mogu se uočiti nikakve razlike u kvalitetu.
Brzina zamrzavanja se definise kao odnos najkraćeg rastojanja izmađu površine i toplotnog centra namirnice i vremena koje protekne od momenta kada se postigne temperatura površine od 0 °C, do momenta kada se postigne temperatura u centru namirnice koja je za 10 °C niža od temperature kristalizacije.
Prema brzini zamrzavanja zamrzavanje može biti:
- sporo;
- srednje brzo;
- brzo.

Većom brzinom zamrzavanja dobijamo sitnije kristale leda.Namirnice koje su izgradjene od tkiva i ćelija, sadrže veće količine suve materije u ćeliji nego u međućelijskom prostoru. Zbog razlike u koncetraciji, prvo dolazi do kristalizacije leda u predelu manje koncetracije suve materije (paralelno sa kristalizacijom leda javlja se i osmoza, koja je najznačajnija za kvalitet zamrznute namirnice). Pri zamrzavanju bitno je da se osmoza odvija u što manjoj meri. Na kvalitet zamrznute namirnice moguće je uticati brzinom zamrzavanja. U svetu se primenjuje tehnika brzog zamrzavanja namirnica, koja je pogodna za zamrzavanje voća, povrća, gotovih jela i poluproizvoda.

## Načini zamrzavanja
Prilikom zamrzavanja namirnice potrebno je oduzeti određenu količinu toplote, kako bi se temperatura namernice smanjila do nivoa koji sprečava bilo kakvu mikrobiološku promenu i ograničava biohemijske i hemijske reakcije. Za ove svrhe konstruisani su različiti uređaji koji omogućuju proizvodnju kvalitetnih namirnica konzervisanih zamrzavanjem.
Bez obzira na tehničke aspekte, u današnje vreme svi uređaji koriste rashladni tečni ili čvrsti medijum koji karakteriše niskom tačkom ključanja (tj.sublimacije).
Rashladno sredstvo i namernica mogu da budu u kontaktu direktno ili indirektno.

### Direktno zamrzavanje (kriogeno zamrzavanje)
Kod direktnog kontakta rashladno sredstvo je neposredno u kontaktu sa namirnicom koja se zamrzava. U ovom slučaju namirnica je neupakovana i ne sme na bilo koji način da reaguje sa rashladnim sredstvom. Sredstvo koje se koristi za zamrzavanje ne sme da bude otrovno za čoveka.
U samom uređaju namernica je izložena parama ili tečnostima rashladnog sredstva, a brzina zamrzavanja je veoma velika.
Ovakav vid zamrzavanja koristi se kod namirnica malih dimenzija (jagode, maline, grašak...).

### Indirektno zamrzavanje
Kod indirektnog kontakta rashladno sredstvo ne hladi direktno namernicu, prvo se hladi neki posrednik (voda, vazduh, metalna ploča) koja oduzima toplotu namirnici. Ovde je takođe poželjno da rashladno sredstvo nije toksično.
Najstariji poznati način indirektnog zamrzavanja je neposredno potapanje namernica u slanu vodu.
Ovakav vid zamrzavanja koristi se prilikom zamrzavanja mesa.

## Spoljašnje veze
- Tehnologija hrane
- Rast mikroorganizama
- Konzervisanje namirnica zamrzavanjem
- Razlika izmedju zamrzavanja i dubokog zamrzavanja Архивирано на веб-сајту  (29. новембар 2016)